# فانس بريس
فانس بريس (بالإنجليزية: Vance Breese) هو طيار أمريكي، ولد في 20 أبريل 1904 في Keystone, Adams County, Washington ‏ في الولايات المتحدة، وتوفي في 26 يونيو 1973.